# 7403 Choustník
7403 Choustník eller 1988 AV1 är en asteroid i huvudbältet som upptäcktes den 14 januari 1988 av den tjeckiske astronomen Antonín Mrkos vid Kleť-observatoriet i Tjeckien. Den är uppkallad efter slottet Choustník.
Asteroiden har en diameter på ungefär 8 kilometer.